# Mazurska Szkoła Wyższa w Ełku
Mazurska Szkoła Wyższa – nieistniejąca uczelnia z siedzibą w Ełku, która rozpoczęła swoją działalność na mocy Decyzji Ministra Nauki i Szkolnictwa Wyższego z dnia 9 grudnia 2011 roku. Powstała ona w wyniku przekształcenia Wszechnicy Warmińskiej z siedzibą w Lidzbarku Warmińskim, która prowadziła swoją działalność od 2004 roku. Założycielem Mazurskiej Szkoły Wyższej w Ełku była Anna Mrozek.
Wpis do Rejestru Uczelni Niepublicznych i Związków Uczelni Niepublicznych prowadzonego przez Ministra Nauki i Szkolnictwa Wyższego zgodnie z art. 29 ust. 3 ustawy z dnia 27 lipca 2005 r. – Prawo o szkolnictwie wyższym (Dz.U. Nr 164, poz. 1365, z późn. zm.) pod nr. 295 od 2011 roku.
Uczelnia posiadała uprawnienia do prowadzenia kształcenia pierwszego stopnia na kierunkach: turystyka i rekreacja, edukacja artystyczna w zakresie sztuk plastycznych, architektura krajobrazu, gospodarka przestrzenna. Z końcem sierpnia 2013 roku została włączona do Gdańskiej Szkoły Wyższej na podstawie decyzji Ministra Nauki i Szkolnictwa Wyższego z dnia 31 lipca 2013 r. (DKN.ZNU.6013.66.2013.2.AW).